# Ceratophallus apertus
Ceratophallus apertus е вид охлюв от семейство Planorbidae.

## Разпространение
Видът е разпространен в Демократична република Конго и Уганда.